# وسکوو
وسکوو (به لاتین: Vaskovo) روستایی در بلغارستان است که در لیوبیمتس واقع شده‌است.